# Oldroydella hamata
Oldroydella hamata là một loài ruồi trong họ Asilidae. Oldroydella hamata được Hull miêu tả năm 1956.